# Johan Ferber
Johan Ferber, död 1701, var en svensk apotekare och far till Johan Eberhard Ferber. Johan Ferber blev amiralitetsapotekare och fick 1700 uppdraget att anlägga ett särskilt stadsapotek i Karlskrona. Han var således både amiralitetsapotekare och stadsapotekare. De två apoteken slogs samman till Amiralitetsapoteket Göta Lejon.
Efter Ferbers död övertogs apoteket av hans son Johan Eberhard Ferber, som inköpte den tomt vid Ronnebygatan 41 där sedan apoteket kom att ligga i 272 år.